# Irmgard Bezzel
Irmgard Bezzel (* 20. September 1931 in München; † 8. Mai 2001 in Bad Reichenhall) war eine deutsche Historikerin und Bibliothekarin.

## Leben
Irmgard Bezzel studierte Geschichte und Klassische Philologie an der Universität München (Staatsexamen 1955) und promovierte dort im Jahre 1957.
Als Bibliotheksreferendarin trat sie 1959 in den Dienst der Bayerischen Staatsbibliothek in München ein (Fachprüfung 1961) und war dort im höheren Bibliotheksdienst bis zum Eintritt in den Ruhestand 1996 tätig. Dort war sie u. a. als Leiterin des Projekts „Verzeichnis der im deutschen Sprachbereich erschienenen Drucke des 16. Jahrhunderts“ (VD 16) tätig. Außerdem veröffentlichte sie Arbeiten zur Frühdruckforschung.

## Schriften
- Kurfürst Maximilian I. von Bayern als Reichsfürst in den Jahren 1623 bis 1627. Dissertation Universität München 1957.
- Bibliotheksführer. Geschichte und Bestände [Bayerische Staatsbibliothek]. Süddeutscher Verlag, München 1967.
- Das Verzeichnis der im deutschen Sprachbereich erschienenen Drucke des 16. Jahrhunderts. In: Zeitschrift für Bibliothekswesen und Bibliographie, Bd. 21 (1974), S. 177–185.
- Erasmusdrucke des 16. Jahrhunderts in bayerischen Bibliotheken. Ein bibliographisches Verzeichnis (= Hiersemanns bibliographische Handbücher, Bd. 1). Hiersemann, Stuttgart 1979, ISBN 978-3-7772-7906-0.
- Kaspar Brusch (1518–1557), Poeta laureatus. Seine Bibliothek, seine Schriften. In: Archiv für Geschichte des Buchwesens, Bd. 23 (1982), Sp. 389–480.
- (Hrsg.): Verzeichnis der im deutschen Sprachbereich erschienenen Drucke des 16. Jahrhunderts. VD 16. 25 Bände. Hiersemann, Stuttgart 1983–2000, ISBN 3-7772-8318-5.
- Das humanistische Frühwerk Friedrich Nauseas (1496–1552). In: Archiv für Geschichte des Buchwesens, Bd. 26 (1986), S. 217–237.
- Der Sendbrief Argula von Grumbachs an die Universität Ingolstadt (1523) in zwei redaktionellen Bearbeitungen. In: Gutenberg-Jahrbuch, Bd. 62 (1987), S. 166–173.
- Joachim Heller (ca. 1520–1580) als Drucker in Nürnberg und Eisleben. In: Archiv für Geschichte des Buchwesens, Bd. 37 (1992), S. 295–330.
- Ein Bericht aus Lissabon im Jahr 1506. Zur Textgestaltung und zum Buchschmuck dreier Flugschriftenausgaben. In: Gutenberg-Jahrbuch, Bd. 70 (1995), S. 135–142.
- Petrus Littinuis Bucius, Drucker in Köln von 1527–1531. In: Gutenberg-Jahrbuch, Bd. 72 (1997), S. 114–120.
- Leonhard Heußler (1548–1597). Ein vielseitiger Nürnberger Drucker und geschickter Verbreiter von Neuigkeitsberichten (= Buchwissenschaftliche Beiträge aus dem Deutschen Bucharchiv München, Bd. 62). Harrassowitz, Wiesbaden 1999, ISBN 3-447-04191-9.
- Zur Publizistik des Deutschen Ordens. Zwei in Nürnberg 1512 von Ludwig Weißenberger gedruckte Flugschriften. In: Zeitschrift für Ostmitteleuropa-Forschung, Bd. 49 (2000), S. 533–555.